# Bijeli (Noemuti)
Bijeli is een bestuurslaag in het regentschap Timor Tengah Utara van de provincie Oost-Nusa Tenggara, Indonesië. Bijeli telt 603 inwoners (volkstelling 2010).